# Huracà Betsy
L'Huracà Betsy va ser un poderós huracà que es va formar durant la temporada d'huracans de l'Atlàntic de 1965 i va causar danys molt importants a les Bahames, Florida i Louisiana. Betsy va tocar terra en forma intensa a prop de la desembocadura del riu Mississipi, provocant un important desbordament de les aigües del llac Pontchartrain a Nova Orleans. En el seu moment, va ser l'huracà més costós de la història dels Estats Units. De fet, se'l va anomenar Billion-Dollar Betsy perquè va ser el primer en causar més de mil milions de dòlars en danys.